# Campeonato Mundial de Ciclismo em Pista de 1951
O Campeonato Mundial UCI de Ciclismo em Pista de 1951 foi a 47ª edição da competição e aconteceu na  cidade italiana de Milão entre os dias 24 e 28 de agosto. Foram disputadas cinco provas masculinas, três de profissionais e duas para amadores.
Pela terceira vez o campeonato mundial de ciclismo em pista foi realizado em Milão (1926 e 1939), o Velódromo Vigorelli inaugurado em 28 de outubro de 1935 pela segunda vez abrigou a competição .
Pelo terceiro ano consecutivo o ciclista inglês Reg Harris foi o vencedor da prova de velocidade individual.

## Sumário de medalhas

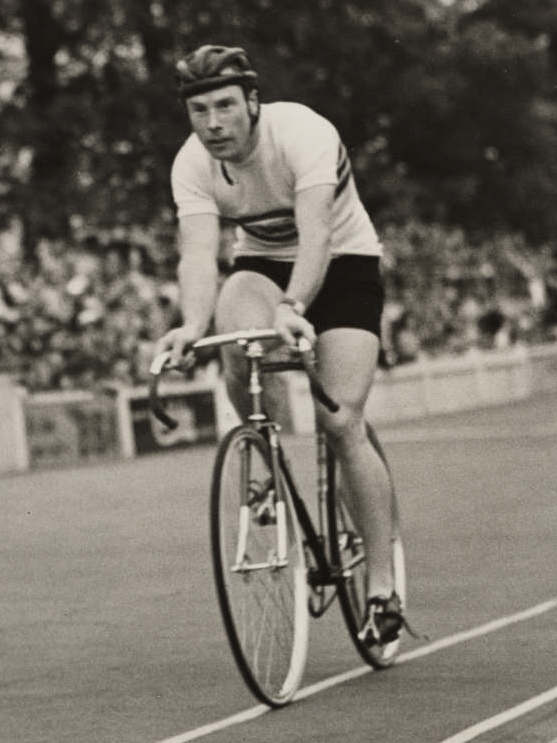
Reg Harris ciclista britânico, vencedor do Campeonato Mundial UCI de Ciclismo em Pista em 1949, 1950, 1951 e 1954.

| Provas profissionais - masculino |                             |                               |                                |
| Velocidade individual            | Reg Harris · Reino Unido    | Jacques Bellenger · França    | Sydney Patterson · Austrália   |
| Perseguição individual           | Antonio Bevilacqua · Itália | Hugo Koblet · Suíça           | Kay-Werner Nielsen · Dinamarca |
| Motor-paced                      | Jan Pronk · Países Baixos   | Andreas Leliaert · Bélgica    | Henri Lemoine · França         |
| Provas amadoras - masculino      |                             |                               |                                |
| Velocidade individual            | Enzo Sacchi · Itália        | Russell Mockridge · Austrália | Marino Morettini · Itália      |
| Perseguição individual           | Mino De Rossi · Itália      | Raphaël Glorieux · Bélgica    | Guido Messina · Itália         |

## Quadro de medalhas
| Ordem | País          | Medalha de ouro | Medalha de prata | Medalha de bronze | Total |
| ----- | ------------- | --------------- | ---------------- | ----------------- | ----- |
| 1     | França        | 2               | 1                | 2                 | 5     |
| 2     | Itália        | 1               | 1                | 1                 | 3     |
| 3     | Austrália     | 1               | 0                | 0                 | 1     |
| -     | Reino Unido   | 1               | 0                | 0                 | 1     |
| 5     | Países Baixos | 0               | 3                | 2                 | 5     |